# Тысяча франков «Ришелье»
Тысяча франков Ришельё — французская банкнота, эскиз которой был утверждён 2 апреля 1953 года, выпускавшаяся в обращение Банком Франции c 6 декабря 1955 до замены на банкноту Десять новых франков Ришельё.

## История
Эта полихромная банкнота относится к серии «Знаменитые личности», которая включает в себя банкноты с портретами Виктора Гюго, Генриха IV и Бонапарта.
Выбор дизайна банкноты Ришельё может удивить, но в этот период он считался одним из выдающихся государственных деятелей. Ранее несколько рисунков были заказаны Банком Франции: сначала в 1948 году, работы Жана Лефевра, с Маршалом Фошем в качестве основного мотива, но, в конце концов, от этого дизайна отказались в 1950 году. Ещё один проект банкноты номиналом 1 000 франков имел изображение богини Амфитриты и был создан в 1953 году Уильямом Феллом и гравером Жоржем Белтраном, но также не был принят.
Банкнота была напечатана с 1953 по 1957 год и выведена из обращения с 4 января 1960 года и также лишена статуса законного платежного средства с 1 апреля 1968 года. Всего было напечатано 840 000 000 экземпляров банкноты.

## Описание
Эта баннота создана художником Клеманом Серво и гравёрами Жюлем Пилем и Робертом Арманелли.
Доминирующие тона — коричневый и красный.
Аверс: в правой части банкноты изображен кардинал Ришельё с картины художника Филиппа де Шампаня; внизу — Пале-Рояль, а точнее Государственный совет, вид из окна Лувра.
Реверс: слева расположен портрет Ришельё, стоящего перед монументальными воротами коммуны Ришельё, построенными по проекту Жака Лемерсье.
Водяной знак показывает лицо Ришельё в профиль, водяной знак виден только с реверса.
Размеры банкноты составляют 150 мм х 80 мм.

## Новый выпуск
7 марта 1957 года Банк Франции принял решение о выпуске новой партии банкнот с этим же дизайном, с номиналом 1 000 франков. Эти банкноты были выпущены в период с 5 июля 1959 года и были изъяты из обращения с 10 июля 1959 года, когда были готовы банкноты в «новых франках». Было выпущено 30 000 000 таких банкнот.